# Яйцеживородство
Яйцеживородство или ововивипария е остарял и твърде широк и недостатъчно прецизен термин за някои подобни типове размножаване при гръбначните животни, при които зародишът завършва развитието си, докато яйцето е в майчиния организъм и малките се излюпват непосредствено след снасянето. Според застъпниците на термина, яйцеживородството заема междинно положение между размножаването на живородните организми и яйценосните животни. Яйцеживородни животни са повечето скорпиони, кърлежи, някои гущери, акули (тигрова акула, синя акула, широкоуста акула), скатове (морска котка, някои електрически скатове) и змии (аспида, пепелянка, боа удушвач, зелена анаконда).